# G8-Gipfel in Heiligendamm 2007
Der G8-Gipfel in Heiligendamm 2007 war das 33. Gipfeltreffen der Staats- und Regierungschefs der Gruppe der Acht. Das Treffen unter deutscher Präsidentschaft fand vom 6. bis zum 8. Juni 2007 erstmals im Grand Hotel Kempinski des rund 15 Kilometer westlich von Rostock gelegenen Seebades Heiligendamm und zum fünften Mal in Deutschland statt. Es stand unter dem Motto „Wachstum und Verantwortung“.
Der G8-Gipfel mobilisierte eine breite Protestbewegung, die während des Gipfels verschiedene Demonstrationen organisierte. Die massiven Sicherheitsvorkehrungen (Summit policing), die wegen der erwarteten und angekündigten Proteste eingerichtet wurden, und Falschmeldungen durch die Polizei prägten die öffentliche Debatte im Vorfeld und während des Gipfels.

## Agenda

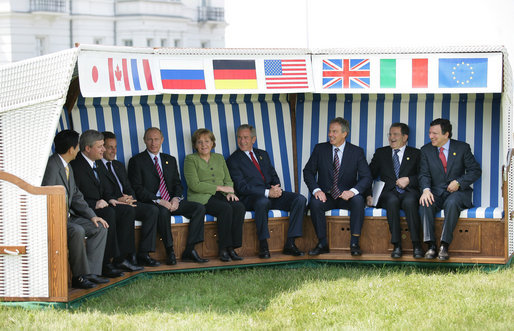
Die Teilnehmer des G8-Gipfels; von links nach rechts: Shinzō Abe, Stephen Harper, Nicolas Sarkozy, Wladimir Putin, Angela Merkel, George W. Bush, Tony Blair, Romano Prodi und José Manuel Barroso

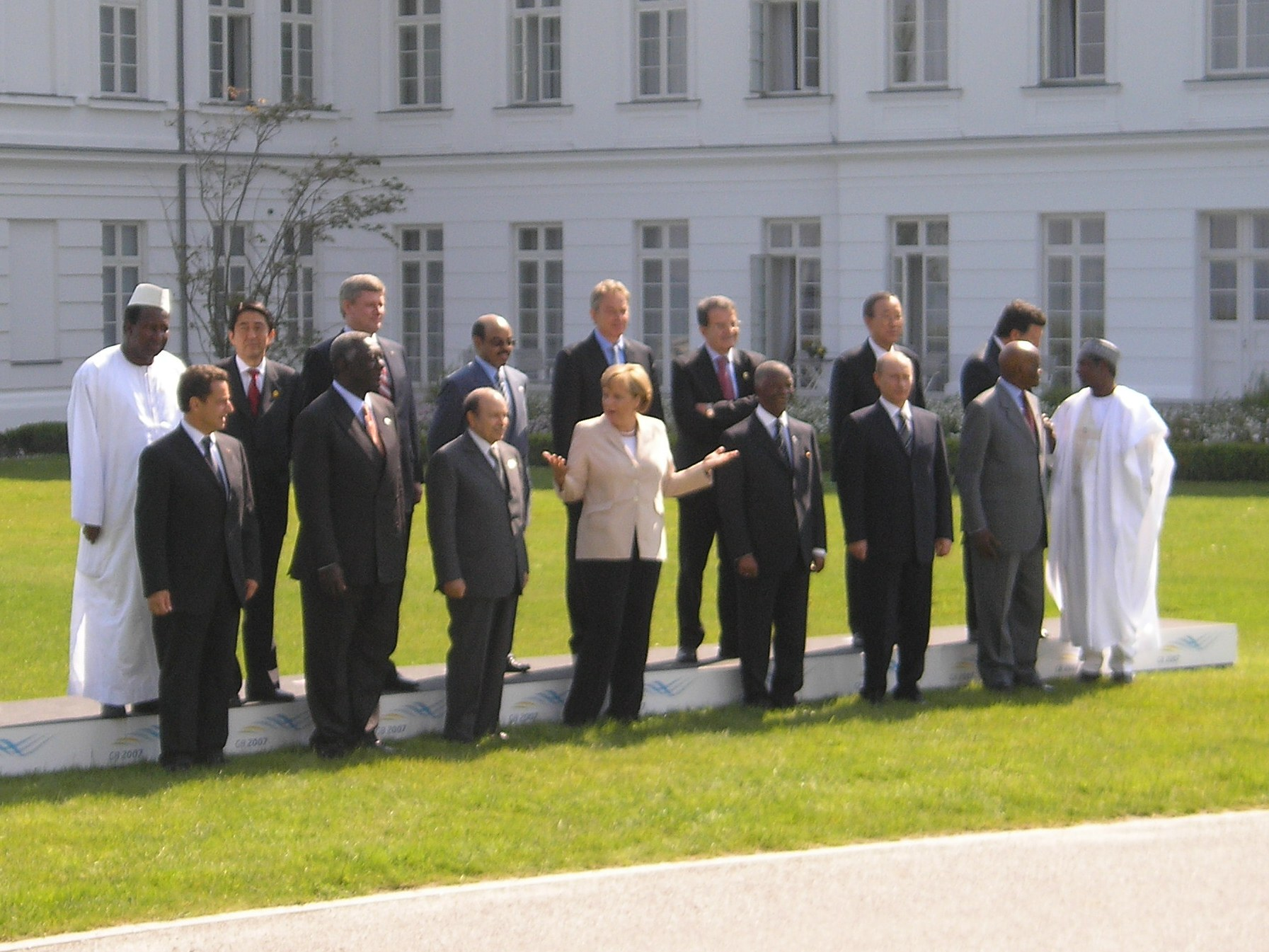
Die G8-Gipfel-Teilnehmer

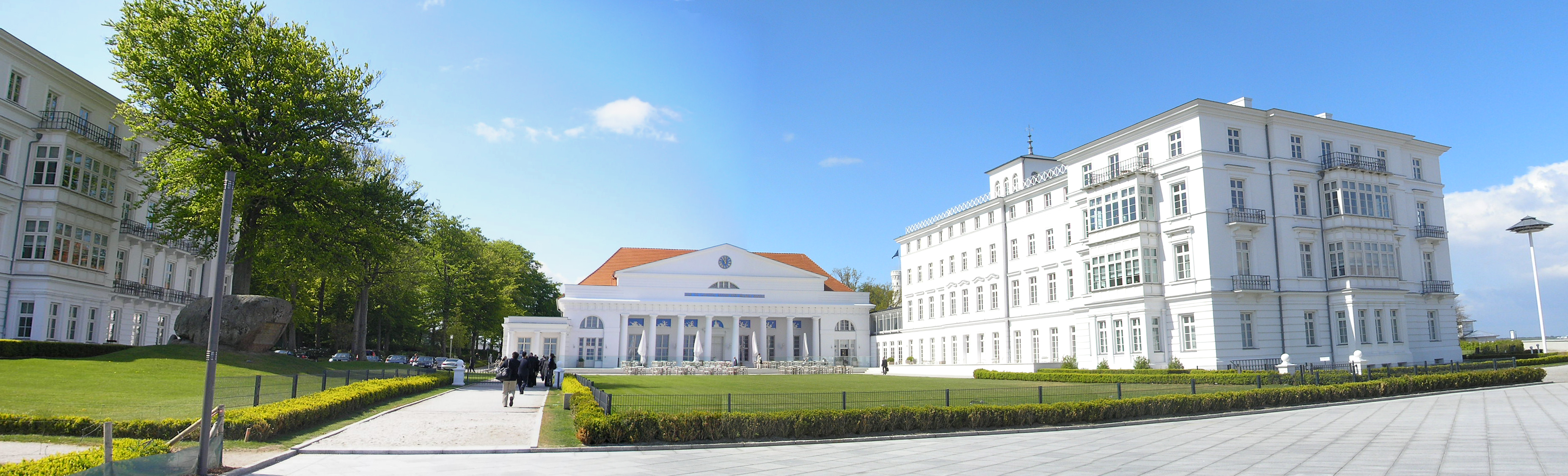
Tagungsort Kurhaus und Haus Mecklenburg

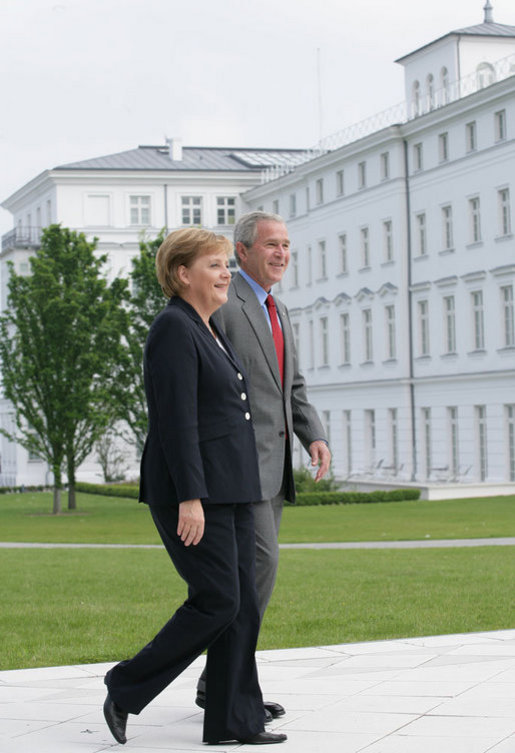
Bundeskanzlerin Merkel und Präsident Bush

Thematische Schwerpunkte bildeten die Gestaltung der Globalisierung auf wirtschaftlichem Sektor sowie die Probleme des afrikanischen Kontinents. Die besondere Verantwortung der G8 für die Weltwirtschaft sollte betont und in diesem Sinne das Engagement der G8 für die benachteiligten Teile der Weltbevölkerung gestärkt werden. Im Rahmen des Gipfels fanden auch Gespräche mit den Vertretern der großen Schwellenländer Brasilien, China, Indien, Mexiko und Südafrika (O5-Staaten) sowie mit den afrikanischen Staaten Nigeria, Ägypten, Südafrika, Algerien, Senegal und Ghana (Vorsitz der Afrikanischen Union), als Vertreter der NEPAD-Staaten, statt.
Im Detail waren von der deutschen Präsidentschaft folgende Themen auf die offizielle Tagesordnung gesetzt worden:
- Abbau der globalen Ungleichgewichte,
- Stabilität und Transparenz der Finanz- und Kapitalmärkte,
- Investitionsfreiheit in Industrie- und Schwellenländern,
- die soziale Dimension der Globalisierung,
- Innovationen in wissensbasierten Gesellschaften,
- Schutz vor Produkt- und Markenpiraterie,
- nachhaltiger Umgang mit Ressourcen,
- Energieeffizienz und Klimaschutz,
- Probleme Afrikas (wirtschaftliche Entwicklung, Armut, Kampf gegen HIV/Aids).

## Absichtserklärungen und Verhandlungsergebnisse

### Hilfe für Afrika
Die G8-Staaten legten ein 45 Milliarden Euro schweres Programm zur Bekämpfung von AIDS, Malaria und Tuberkulose auf dem afrikanischen Kontinent auf. Die USA wollen die Hälfte der Kosten übernehmen während Deutschland, bis 2015, 4 Milliarden Euro an Kosten trägt.
Der Vorsitzende der Afrikanischen Union, John Kufuor, kritisierte, dass vorherige Versprechungen vom G8-Gipfel in Gleneagles 2005 nur wenig umgesetzt wurden: „Die G8-Staaten haben so einige Versprechungen gemacht – betreffs erhöhter Entwicklungshilfe zum Beispiel. Wir, die Afrikanische Union, werden sie daran erinnern, dass diese Versprechen noch eingelöst werden müssen.“

### Klimaschutz
Es war ein erklärtes Ziel der Bundesregierung, aber auch anderer Gipfelteilnehmer, die Bemühungen zur Minderung von Treibhausgasemissionen und zum Ausbau erneuerbarer Energien auf dem Gipfel zu thematisieren.
Bis 2020 sollte der Anteil von Solarenergie, Windkraft und Biomasse am gesamten Energieverbrauch der G8-Staaten wesentlich ausgeweitet werden. Nach Medienberichten drängten die USA darauf, alle konkreten Aussagen über Klimaschutzziele nicht in die Abschlusserklärung des Gipfels aufzunehmen. Ablehnend gegenüber bindenden Zusagen bezüglich der Reduktion der CO2-Emissionen zeigten sich auf dem vorgezogenen ASEM-Treffen in Hamburg auch China und Indien.
Die Gipfelteilnehmer vereinbarten, „ernsthaft in Betracht zu ziehen“, die weltweiten CO2-Emissionen bis 2050 um 50 % zu senken. Sie erkannten die Vereinten Nationen als Handlungsplattform für den Klimaprozess an. Die Berichte des Intergovernmental Panel on Climate Change (IPCC) und seine Forderungen wurden ausdrücklich akzeptiert. Die G8-Umweltminister sollen auf der UN-Klimakonferenz in Bali im Dezember 2007 Vorbereitungen für ein Folgeabkommen zum Kyoto-Protokoll treffen.

### Schwellenländer
Beschlossen wurde eine institutionelle Fortentwicklung der Gipfelberatungen nach der Einbeziehung Kanadas (1976) und Russlands (1998). Die Gruppe der sieben führenden westlichen Industriestaaten und Russland wollte ihre Zusammenarbeit mit den großen Schwellenländern ausbauen, allerdings, ohne dass aus der Gruppe der acht eine Gruppe der 13 würde. Die Einbindung wird als Heiligendamm-Prozess bezeichnet. Deshalb sollte es regelmäßige institutionalisierte Gesprächsrunden der G8 mit den großen Schwellenländern China, Indien, Brasilien, Mexiko und Südafrika geben, wobei es zunächst vor allem um Klimaschutz, Entwicklungszusammenarbeit, Schutz von Innovationen und weltweite Investitionsfreiheit gehen soll.
Am letzten Tag des Gipfels trafen sich die Regierungschefs der G8 mit ihren Amtskollegen aus den bedeutendsten Schwellenländern.

### Finanzmärkte
Aufgrund des Widerstandes der USA und Großbritanniens konnte keine Einigung über einen freiwilligen Verhaltenskodex für Hedgefonds erreicht werden. Lediglich der Wunsch Deutschlands, hier weitere Beratungen folgen zu lassen, findet sich in der Abschlusserklärung. Finanzmarktregulierungen wurden bei den Verhandlungen nicht beschlossen.

### Investitionsfreiheit
Mit Investitionsfreiheit hatte Kanzlerin Merkel, neben dem Schutz des geistigen Eigentums, Themen auf die Tagesordnung genommen, die ihrer Meinung nach gerade für die deutsche Wirtschaft von erheblicher Bedeutung seien. So zeigte sich die G 8 besorgt über die Zunahme des Protektionismus und warnten vor der Gefahr, dass die in den neunziger Jahren erzielten Liberalisierungsgewinne eingeschränkt würden. Ungeachtet internationaler Abkommen, die die Freizügigkeit regelten, würden Investoren in vielen Staaten behindert.

### Produkt- und Markenpiraterie
Bei dem Treffen spielte die Forderung nach einem besseren Schutz von geistigem Eigentum eine wichtige Rolle.
Die Teilnehmer des Gipfels verpflichteten sich, Schutz vor Produkt- und Markenpiraterie stärker zu verfolgen. Zoll- und Strafverfolgungsbehörden sollen vernetzt und ein internationales, elektronisches Zoll-Informationssystem aufgebaut werden. Auch über Maßnahmen zur Eindämmung der Nachfrage nach gefälschten Produkten auf ihren Heimatmärkten wurde diskutiert.

### Weitere Themen
Neben dem offiziellen Tagungsprogramm fanden verschiedene bilaterale Begegnungen statt, auf denen auch Themen besprochen wurden, die nicht auf der Agenda standen. Dazu gehörte ein gemeinsames Raketenverteidigungsprojekt der USA und Russland. Russlands Präsident Wladimir Putin schlug die Stationierung von Abwehrraketen in Aserbaidschan vor. Zur Ortung könne die Radarstation Qəbələ genutzt werden, die von Russland bis zum Jahr 2012 gepachtet wurde. US-Präsident Bush bewertete den Vorschlag als „interessante Idee“.

## Kosten und Sicherheitsmaßnahmen

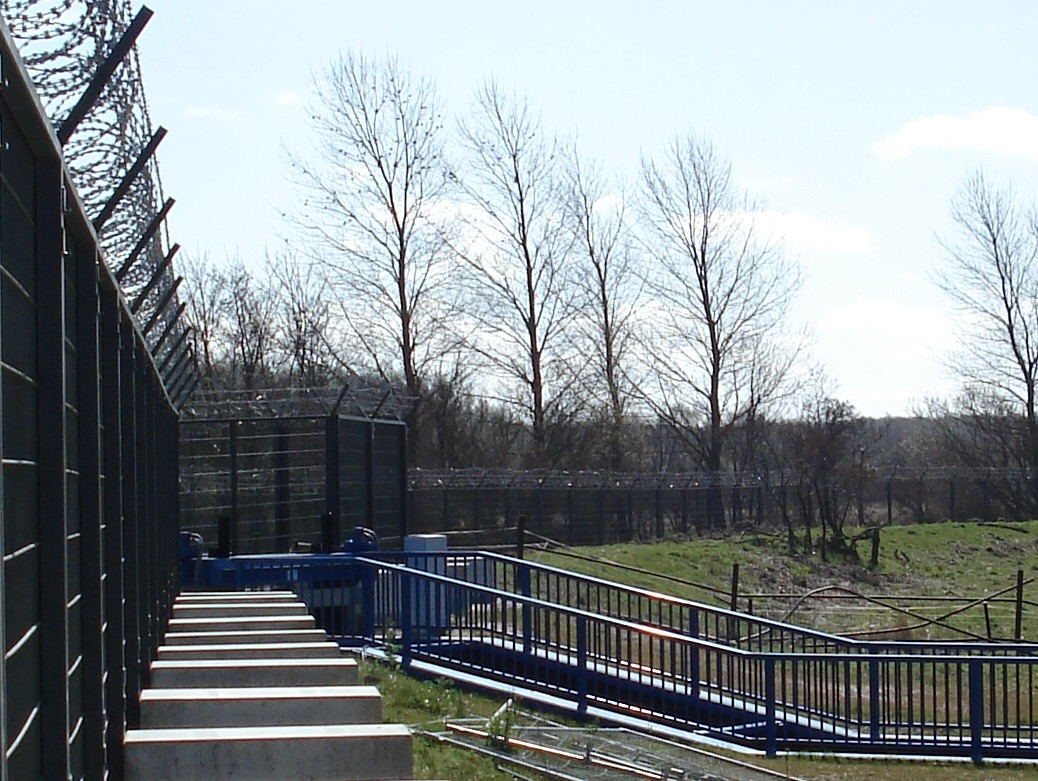
Sperrzaun um den Tagungsort

### Absperrungen
Zum Schutz des Gipfels wurde seit Januar 2007 unter anderem ein zwölf Kilometer langer und 2,50 Meter hoher Zaun mit Stacheldraht, Kameraüberwachung und Bewegungsmeldern rund um den Tagungsort errichtet. In Börgerende wurde der alte DDR-Grenzturm wieder mit einem starken Scheinwerfer versehen und in die Überwachungsmaßnahmen einbezogen. Zuvor gab es jahrelang auf dem Dach keine Lampe mehr. 
Die gesamte Anlage umschloss die sogenannte Verbotszone I, in die nur Anwohner und Lieferanten Zutritt hatten. In einem Korridor von 200 Meter Breite um den Sperrzaun herum galt vom 30. Mai bis zum 8. Juni 2007 ein Versammlungsverbot. Für den Schutz dieses Bereiches war die Polizei Mecklenburg-Vorpommern zuständig. Zusätzlich wurde die Verbotszone I mit einem zweiten Sicherungsbereich, der sogenannten Verbotszone II, gesichert. Diese umfasste einen der Verbotszone I nochmals um mehrere Kilometer vorgelagerten Bereich. Für die Absicherung der Ostsee um Heiligendamm wurde das umliegende Seegebiet komplett gesperrt. Zur Durchsetzung der Sperrzone und die Überwachung der See sollte neben der Polizei auch die deutsche Marine eingesetzt werden. Auch der Luftraum war teilweise gesperrt: Im sogenannten „Flugbeschränkungsgebiet Heiligendamm“ war die zivile Luftfahrt bis FL100 (etwa 3 km Höhe) im Umkreis von 30 nautischen Meilen (55 km) untersagt, daneben wurde im Umkreis des Flughafens Parchim ein weiteres Sperrgebiet eingerichtet.
Der Flughafen Rostock-Laage war während des Gipfels für den kommerziellen Flugbetrieb gesperrt. Die Flüge wurden zum Flughafen Neubrandenburg umgeleitet. Auch im Umkreis des Rostocker Flughafens wurde ein Versammlungsverbot erlassen, hier vom 2. bis 8. Juni 2007.

### Kosten
Für die Veranstaltung in Heiligendamm rechnete die Landesregierung mit Kosten in Höhe von 92 Millionen Euro, von denen das Land Mecklenburg-Vorpommern 68 Millionen Euro hätte übernehmen sollen. Laut Ostseezeitung rechneten Bundesfinanz- und -innenministerium eine Woche nach dem Gipfel mit zusätzlichen Kosten in Höhe von fast 30 Millionen Euro. Die Kosten für den Sperrzaun um Heiligendamm betrugen voraussichtlich 12,5 Mio. Euro. Außerdem wurden von der Bundeswehr im Bereich der Bahnstrecke des Molli weitere Absperrungen errichtet.
Laut einem Bericht des Fernsehsenders NDR vom November 2007 sollte der Landesanteil der Kosten in Höhe von 70 Millionen Euro durch Beisteuern von 25 Millionen Euro aus dem Europäischen Sozialfonds auf ca. 45 Millionen Euro gesenkt werden.

### Einsatz von Polizei und Bundeswehr
Zur Sicherung des Gipfels wurden 17.000 Polizisten sowie zur logistischen Unterstützung und der Sicherung der See und des Luftraums mit militärischem Gerät wie Tornado-Kampfflugzeugen 1.100 Soldaten der Bundeswehr eingesetzt. Für die Koordination der Polizeikräfte im Zusammenhang mit dem Gipfel wurde unter dem Namen „Kavala“ eine besondere Organisationseinheit gebildet. Für die Zeit des Gipfels ordnete Bundesinnenminister Wolfgang Schäuble weiterhin die Anwendung von Grenzkontrollen an den Schengen-Binnengrenzen Deutschlands an.

### Gerichtliche Auseinandersetzungen
Die Polizeidirektion Rostock hatte ein großflächiges Versammlungsverbot um den Tagungsort auf mehrere Kilometer um die Absperrungen und im seeseitigen Sperrgebiet vor Heiligendamm sowie einen Sperrbereich um den Flughafen Rostock erlassen. Globalisierungskritische Organisationen strengten dazu beim Verwaltungsgericht Schwerin ein Eilverfahren gegen das Verbot an, die NGO Attac warf den Behörden in diesem Zusammenhang vor, „russische Verhältnisse“ zu schaffen. Die Richter schränkten in erster Instanz das Verbot auf 200 Metern vor dem Sperrzaun ein. Das Oberverwaltungsgericht Greifswald jedoch hob dieses Urteil wieder auf. Ebenso wurde ein Versammlungsverbot in Schwerin aufgehoben, wo unter anderem die NPD eine Demonstration angekündigt hatte.
Das von der Polizei angeordnete Versammlungsverbot rund um den Flughafen Rostock-Laage war vom Schweriner Verwaltungsgericht nach einer Anfechtungsklage unter Auflagen teilweise außer Kraft gesetzt worden. Ebenso wurden zwei Eilanträge an das Bundesverfassungsgericht zur Demonstration am Flughafen Rostock-Laage und zu einer Mahnwache am „Zaun“ von Heiligendamm am 5. Juni abgelehnt. Am 6. Juni 2007 lehnte das Karlsruher Gericht auch den Eilantrag gegen das Verbot des von Globalisierungskritikern für den 7. Juni geplanten „Sternmarsches“ in Richtung auf den Tagungsort vor allem wegen der vorangegangenen Krawalle in Rostock und den damit verbundenen Risiken für die Sicherheit in Heiligendamm ab, kritisierte allerdings das weiträumige Versammlungsverbot über die 200-Meter-Zone vor dem Zaun hinaus als verfassungsrechtlich bedenklich. Fünf Jahre später entschied das Oberverwaltungsgericht Greifswald im August 2012 in letzter Instanz, dass das Verbot des Sternmarsches gegen den Gipfel rechtswidrig war.

## Berichterstattung
Insgesamt wurden mehrere tausend Journalisten zum Gipfel erwartet. Sie wurden im sechs Kilometer entfernten Kühlungsborn in einem für 15,4 Millionen Euro errichteten Pressezentrum untergebracht. Die Journalisten sollten mit der Dampfeisenbahn Molli zum Tagungsort gebracht werden, was durch Blockaden jedoch an einem Tag verhindert wurde. Ersatzweise wurden Journalisten auf dem Seeweg nach Heiligendamm gebracht.
Kritisch wurden bei vielen Journalisten die auch für sie sehr strikten Sicherheitsvorkehrungen gesehen. So sei eine Fahrt zum eigentlichen Tagungsort durch die vielen Kontrollen häufig mit einem halben Tag an Zeitaufwand verbunden.
Für die Produktion von Bildern von Gipfelorten, bei denen nur wenige Journalisten zugelassen sind, wurde ein sogenannter Pool großer deutscher Fernsehsender gebildet. Die Federführung lag dabei beim NDR, an der Produktion des Weltbildes, das weltweit Fernsehstationen zur Verfügung gestellt wurde, waren daneben die Deutsche Welle, das ZDF, Phoenix, n-tv und N24 beteiligt. Weiterhin berichtete Peter Kloeppel für RTL sowie Anne Will (ARD) aus Kühlungsborn.
Globalisierungskritiker hatten unabhängige Projekte zur Berichterstattung organisiert. Die meisten nutzten das Internet als Verbreitungsplattform, so gab es Liveticker, Internetradios und ein Fernsehprojekt.
Laura Bush gab in ihren Memoiren an, dass mehrere Mitglieder der amerikanischen Delegation (darunter auch George W. Bush) auf dem Gipfel Vergiftungssymptome zeigten. George W. Bush versäumte wegen der Erkrankung mehrere Treffen. Der Geheimdienst untersuchte die Umgebung nach Giften, wurde offiziellen Quellen zufolge jedoch nicht fündig. Der verantwortliche Chefkoch wies dies als absurd zurück, auch BKA und Kanzleramt gaben an dazu keine Erkenntnisse zu haben.

## Alternativgipfel und Demonstrationen

### Alternativgipfel
Der dreitägige sogenannte Alternativgipfel in Rostock sollte eine Alternative zum Treffen der G8 darstellen. Er wurde von einem Bündnis von Attac, VENRO, Gerechtigkeit jetzt!, Via Campesina und weiteren Organisationen getragen. Zeitgleich zum G8-Gipfel bot er Podiumsdiskussionen mit Persönlichkeiten wie Jean Ziegler, Annelie Buntenbach, Walden Bello, John Holloway und Vandana Shiva sowie mehr als 100 thematische Workshops zu Themen globaler Entwicklung.

#### Attac
Attac lehnt den Zusammenschluss der G8-Staaten als undemokratisch ab, weil aus ihrer Sicht eine Politik betrieben wird, die nur den reichen und mächtigen Staaten zugutekommt. Attac setzt sich dafür ein, „Wohlstand für Alle“ zu schaffen, „soziale Menschenrechte“ weltweit durchzusetzen, und fordert eine „solidarische Wirtschaftsordnung, die Mensch und Umwelt ins Zentrum stellt“. Im Rahmen der von Attac getragenen Move-against-G8-Kampagne fand ein Kulturprogramm mit Beteiligung von Wir sind Helden, Jan Delay, Chumbawamba und Kettcar statt. Am Ankunftstag der Delegationen sollte der Flughafen Rostock-Laage blockiert werden, an den folgenden Tagen die Zufahrten zum Gipfel.

#### Gerechtigkeit jetzt!
Gerechtigkeit jetzt! als Aktionsbündnis von 42 unterschiedlichsten Nichtregierungs-Organisationen aus den Bereichen Kirche, Entwicklung, Umwelt und Arbeitnehmer (darunter Misereor, Brot für die Welt, Evangelischer Entwicklungsdienst, IG Metall, INKOTA-netzwerk, ver.di, terre des hommes, Oxfam und BUND) forderte eine gerechte Welthandelspolitik. Dabei werden die G8 nicht als Ansprechpartner gesehen, an den Forderungen zu richten wären, sondern als illegitimer Klub mächtiger Staaten.

#### Kirchengruppen
Ebenso nahmen katholische Hilfsinstitutionen wie Caritas Internationalis, das Bischöfliche Hilfswerk Misereor den Gipfel zum Anlass, um ebenfalls an die Gipfelteilnehmerstaaten zu appellieren.
Katholische Verbände wie Pax Christi und der Bund der Deutschen Katholischen Jugend (BDKJ), sowie die Bildungsabteilung der Missionszentrale der Franziskaner nahmen aktiv am Alternativgipfel und den Protesten teil.

### Sozialforen
Das Weltsozialforum sowie die kontinentalen und regionalen Sozialforen boten Gegenveranstaltungen zu den Gipfeln der Welthandelsorganisation (WTO), dem Davoser Weltwirtschaftsforum und den jährlichen Weltwirtschaftsgipfeln der Regierungschefs der G8-Staaten. Die Foren waren offene Treffen, um direkte Einflussnahme und Diskussion von Ideen für zivile Personen und Gruppen zu ermöglichen. Inhaltlich richteten sie sich gegen Neoliberalismus und eine von Kapital oder jeglicher Form von Imperialismus dominierte Welt und machten sich für die Errichtung einer humanen Gesellschaft stark. Nach eigener Charta (Charta der Prinzipien des Weltsozialforums) sollte zusammen nachgedacht, über verschiedene Ansichten debattiert, Vorschläge formuliert und Erfahrungen frei ausgetauscht werden.

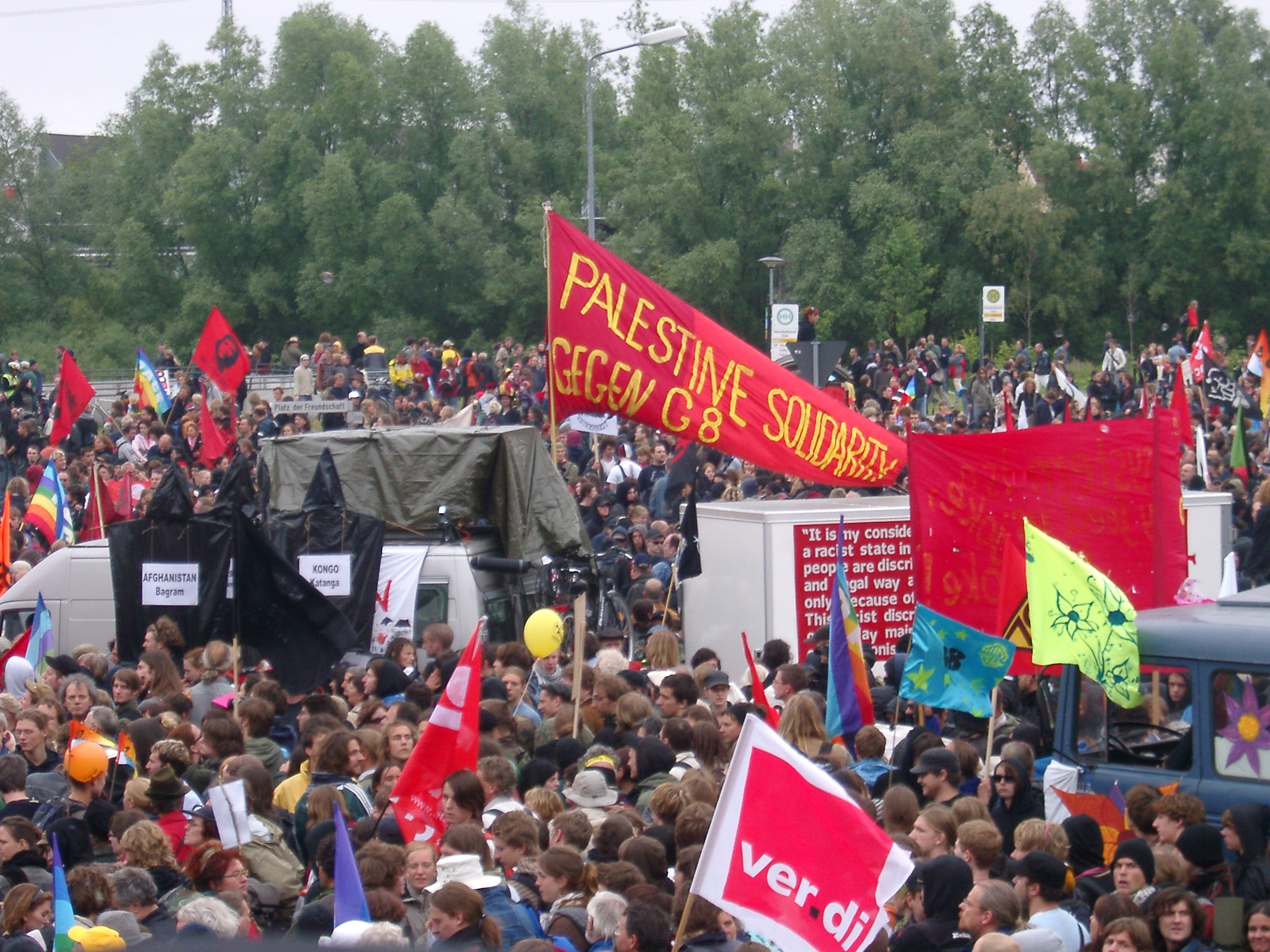
Demobeginn vor dem Rostocker Hauptbahnhof

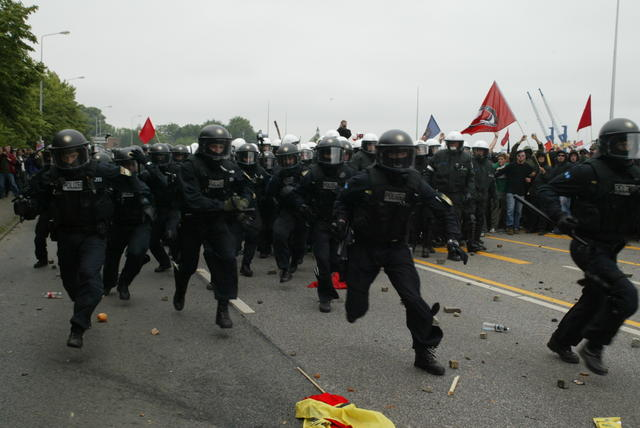
Heranrückender Polizeitrupp

### Auftaktdemonstration in Rostock
Der Gipfel wurde von zahlreichen Protestaktionen begleitet, die am Sonnabend den 2. Juni mit einer internationalen Großdemonstration in der Rostocker Innenstadt einen ersten Höhepunkt fanden. Die beiden von einem Bündnis globalisierungskritischer Organisationen (Attac, Interventionistische Linke und anderen) organisierten Demonstrationszüge endeten mit einer stundenlangen Abschlusskundgebung mit Konzerten und Redebeiträgen am Rostocker Stadthafen. Die Schätzungen der Teilnehmerzahl von Polizei und Veranstaltern variierten zwischen 25.000 und 80.000 Teilnehmern, wohingegen andere Schätzungen von etwa 50.000 Teilnehmern ausgehen. Unmittelbar in Sichtweite der friedlich verlaufenden Schlusskundgebung und in der Folgezeit kam es zu schweren Auseinandersetzungen und Straßenschlachten zwischen etwa 2.000 Autonomen des sogenannten Schwarzen Blocks und 5.000 Polizisten. Zunächst wurde nach Angaben der Polizei eine Zahl von ca. 1.000 Verletzten verlautbart. Diese Zahlen wurden in den folgenden Tagen deutlich nach unten korrigiert.
Bereits während des Demonstrationszugs vom Hauptbahnhof zum Stadthafen war es zur Zerstörung von Glastüren und Fenstern zweier Sparkassenfilialen gekommen. Nach der Festnahme eines Vermummten am Rande der Kundgebung kam es zu Steinwürfen auf ein Polizeifahrzeug. Während des Zuges zum Gelände der Abschlusskundgebung drang die Polizei gewaltsam in die Demonstration ein. Dabei kamen auch Demonstranten zu Schaden, die nicht an den Steinwürfen beteiligt waren. Ein Teil der Demonstranten versuchte das massive Vorrücken der Polizei durch gewaltlose Deeskalation abzuweisen, während ein anderer Teil weiter Steine in Richtung der Sicherheitskräfte warf. Die Situation beruhigte sich zunächst wieder, als sich die Polizei nach mehreren Vorstößen zurückzog. Es kam dann zu diversen Sachbeschädigungen im Umfeld des Stadthafens und die Lage eskalierte erneut, nachdem die Polizei mehrmals gewaltsam den Platz zu stürmen versuchte und Militante während der Abschlusskundgebung in Sichtweite der Haupttribüne ein Auto und diverse andere Materialien in Brand setzte und mehrere Polizisten beim Einsatz verletzt wurden. Die Polizei setzte daraufhin Wasserwerfer ein, um Militante und friedliche Demonstranten aus einem hinteren Teil des Kundgebungsplatzes zu vertreiben und so das Löschen der Brände zu ermöglichen.
Es kam insgesamt zu rund 125 Verhaftungen. In einem Schnellverfahren vor einem Rostocker Gericht wurde zunächst einer der Beteiligten zu zehn Monaten Haft ohne Bewährung verurteilt. Weitere Urteile gegen Gewalttäter folgten. Ob auch gegen Polizisten wegen bewusster oder fahrlässiger Körperverletzung ein Strafverfahren eingeleitet wird, hat die zuständige Staatsanwaltschaft bis Mitte 2009 noch nicht entschieden. Nachdem in zahlreichen Medien zunächst von Sachschäden an öffentlichen Einrichtungen in Höhe von etwa einer Million Euro die Rede war, wurde diese Zahl in der Folge auf 50.000 Euro korrigiert.
Ein Teilnehmer eines Schwarzen Blocks behauptete, ein weiteres Mitglied (in Begleitung von drei weiteren) des schwarzen Blocks als maskierten Polizeibeamten (Agent Provocateur) wiedererkannt zu haben. (siehe auch Peter Wahl#Kritik).

### Blockadeaktionen rund um Heiligendamm

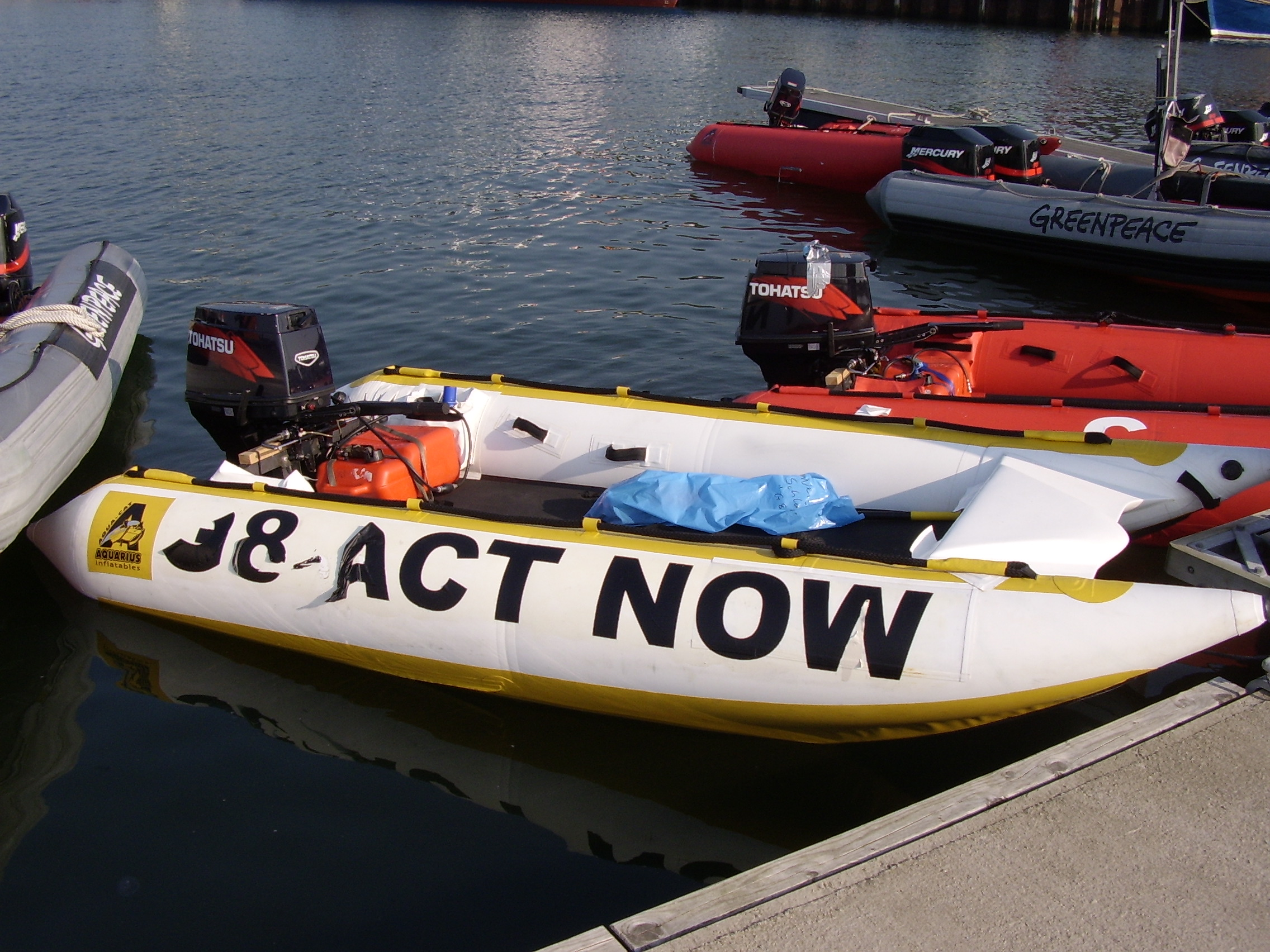
Beschlagnahmte Greenpeace-Boote

Am Tag des Gipfelbeginns gelang es mehreren tausend Demonstranten, trotz des Demonstrationsverbots unter Anwendung der Fünf-Finger-Taktik bis in die Nähe des Absperrungszauns zu gelangen und sämtliche Zufahrtswege zu blockieren. Die Demonstranten bewegten sich dabei nach Abdrängung von der Straße durch die Polizei querfeldein in kleinen Gruppen zu ihren Zielen und richteten nicht exakt bezifferte Sachschäden durch das Niedertrampeln von Feldfrüchten und das Freilassen von Rindern an. Auch durch Polizeieinsätze, wie die Landung von fünf Polizei-Hubschraubern auf den Feldern und den Bau des Sperrzauns ohne Rücksprache mit den betroffenen Bauern quer durch die Felder entstanden Sachschäden.
Es kam bei den anschließenden Blockaden nur vereinzelt zu kleineren Auseinandersetzungen, dabei soll auch mindestens ein Agent Provocateur die Demonstranten angestachelt haben. Einen vermeintlichen Anstifter der Polizei wollen Demonstrationsteilnehmer bei den Blockadeaktionen in Bad Doberan vom 6. Juni fotografiert haben. Mitglieder des Anwaltlichen Notdienstes („Legal Team“) eskortierten den Beschuldigten aus einer aufgebrachten Demonstrantengruppe heraus zu den Sicherheitskräften. Nachdem die Polizei zuerst jeglichen Einsatz von Zivilbeamten geleugnet hatte, gab sie später zu, dass der aus der Demonstration ausgeschlossene Mann ein Zivilbeamter war. Die Polizei dementiert, dass die besagte Person zu Straftaten aufgerufen habe; dem gegenüber steht die öffentliche Anschuldigung eines Demonstrationsteilnehmers.
Sämtliche Meldungen, dass sich aus den friedlichen Massenblockaden einzelne Personen mit diversen Gegenständen, wie zum Beispiel Billardkugeln oder mit Rasierklingen gefüllten Früchten, bewaffnen würden, um die Polizei zu attackieren, stellten sich im Nachhinein als unwahr heraus. Vom Bündnis Block G8, das die Massenblockaden organisierte, wurde bereits im Vorfeld klargemacht, dass der Versuch vollständig gewaltfrei ablaufen sollte, was sich in der Nachbetrachtung auch bestätigen lässt. Gewalttätige Blockadeversuche, größtenteils gegen Gegenstände, fanden nur im Umfeld dezentral agierender, autonomer Kleinstgruppen statt.

### Greenpeace-Aktion
25 Aktivisten der Umweltorganisation Greenpeace näherten sich in 11 Schlauchbooten der Sperrzone, von denen drei Schlauchboote vorübergehend in die Sperrzone eindrangen. Alle Boote wurden von der Wasserschutzpolizei abgefangen, die letzten 2 auf Höhe von Kühlungsborn. Ein Schlauchboot wurde dabei von der Polizei gerammt, wobei 4 Aktivisten über Bord gingen, ein anderes wurde regelrecht überfahren, obwohl es sich zu diesem Zeitpunkt außerhalb der Sperrzone aufhielt. Laut Greenpeace wurden drei Personen verletzt, die ins Krankenhaus gebracht werden mussten. Zwei Aktivisten wurden an Land, nahe der Seebrücke von Kühlungsborn festgenommen.

### Weitere Protestaktionen
In den Tagen nach der Großdemonstration fanden Aktionstage zu verschiedenen Themen statt. Am Tag vor dem Gipfelbeginn und während des Gipfels fanden neben anderen Aktionen vor allem dezentrale Sitzblockaden statt, die mit Tactical frivolity verbunden wurden.
Am 3. Juni fand ein Aktionstag zum Thema globale Landwirtschaft statt. Dazu gehörte auch eine Demonstration vor der Landwirtschaftlichen Fakultät der Universität Rostock. Dort wird an der grünen Gentechnik geforscht. Die Demonstration zog danach zur Abschlusskundgebung auf den Neuen Markt. Später zog eine weitere Demonstration von Rostock nach Groß Lüsewitz, wo Freisetzungversuche durchgeführt werden.
Am 4. Juni fanden mehrere Demonstrationen gegen die Migrationspolitik unter anderem im Rostocker Stadtteil Lichtenhagen sowie am Flughafen Rostock-Laage statt. Auch gab es wiederum vereinzelte Ausschreitungen, nachdem eine Demonstration mit rund 10.000 bis 15.000 Teilnehmern von den Organisatoren vorzeitig beendet worden war. Die Polizei hatte zuvor die vorgesehene Route durch die Innenstadt abgesperrt, da die Veranstaltung nur für 2.000 Teilnehmer angemeldet war.
Am 7. Juni fand ein Konzert unter dem Motto Deine Stimme gegen Armut statt, an dem viele bekannte Musiker spielten.
Über 1.000 Demonstranten wurden während des Gipfels nach Polizeiangaben kurzzeitig festgenommen. Sie wurden anschließend in sogenannte „Gefangenensammelstellen“ (GeSa) gebracht. Dabei handelte es sich um Provisorien, teilweise waren die Zellen mit Gittern abgesperrte Bereiche von 20 bis 30 m² in einer Lagerhalle. Da unter anderem teilweise auch eine 24-h-Videoüberwachung installiert war und, nach Aussagen von Demonstranten, die Zellen überbelegt und dauernd beleuchtet waren, wurde gegen diese Behandlung protestiert. Anwälte von festgenommenen Demonstranten erstatteten gegen die verantwortlichen Haftrichter Anzeige wegen Freiheitsberaubung und Rechtsbeugung. Medienvertretern wurde kein Zutritt zu den Anlagen gewährt.
Zwei Demonstranten, die fünf Tage lang in Polizeigewahrsam festgehalten wurden, klagten vor deutschen Gerichten bis zum Bundesverfassungsgericht erfolglos gegen diese Maßnahme. Erst durch Urteil des Europäischen Gerichtshofs für Menschenrechte vom 1. Dezember 2011 wurde die Ingewahrsamnahme als Verstoß gegen die Menschenrechte erkannt und Deutschland zur Entschädigung verurteilt.

### Anwaltlicher Notdienst
Über 100 internationale Rechtsanwälte organisierten vor und während der Proteste zusammen mit den Ermittlungsausschüssen einen anwaltlichen Notdienst, um die Rechte der Protestbewegung zu verteidigen. Teil dieses „Legal-Teams“ waren Mitglieder des Republikanischen Anwältinnen- und Anwältevereins. Ihre Arbeit wurde später von der Arbeitsgemeinschaft Strafrecht des Deutschen Anwaltvereins pro reo und der Internationalen Liga für Menschenrechte mit Preisen ausgezeichnet. Im Dezember 2007 legte der Notdienst seine Arbeit und seine rechtlichen Konsequenzen aus der Repression gegen die Protestbewegung in der Dokumentation „Feindbild Demonstrant“ vor.

## Ermittlungen im Vorfeld gegen die Protestbewegung
Die Sicherheitsbehörden erwarteten nach Angaben ihres Sprechers massive, unter Umständen gewaltbereite Proteste und versuchten im Vorfeld mit groß angelegten Durchsuchungen („Aktion Wasserschlag“) nach eigenen Angaben Informationen über geplante gewaltsame Aktionen zu erlangen.

### Durchsuchungen vor dem Gipfeltreffen

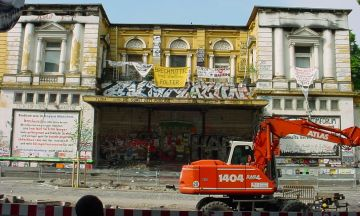
Die ebenfalls durchsuchte Rote Flora

Am 9. Mai 2007 durchsuchten etwa 900 Polizeibeamte auf Grund von richterlichen Beschlüssen im Auftrag der Generalbundesanwältin Monika Harms 42 Objekte in sechs Bundesländern (Berlin, Brandenburg, Hamburg, Bremen, Schleswig-Holstein und Niedersachsen), darunter auch Privatwohnungen und Convergence Centers. Ermittelt wurde gegen militante Gegner des G8-Gipfels, die möglicherweise Gewalttaten planten. Die Durchsuchungsbeschlüsse wurden im Rahmen eines Ermittlungsverfahrens wegen des Verdachtes der Bildung terroristischer Vereinigungen (§ 129a StGB) erlassen. Begründet wurde der Einsatz von der Bundesanwaltschaft mit dem Verdacht gegen Personen, die dem „militanten linksextremistischen Umfeld“ zugerechnet wurden, eine „terroristische Vereinigung gegründet zu haben“. Zu vorläufigen Festnahmen oder Haftbefehlen kam es dabei nicht, erklärte der Sprecher der Bundesanwaltschaft Frank Wallenta. Auch in den folgenden Wochen bis zum Gipfel gab es keine Festnahmen aufgrund der Ermittlungsergebnisse.
Auf einem Bauernhof in Brandenburg sollen während der Razzien Anleitungen zum Bau von Spreng- und Brandvorrichtungen gefunden worden sein. In Hamburg wurden „ge- und verfälschte Personaldokumente“ beschlagnahmt, die bezeichneten Dokumente stellten sich allerdings später lediglich als gefälschter Schülerausweis heraus. Des Weiteren wurden bei der Razzia Wecker, Drähte, Uhren und größere Feuerwerkskörper entdeckt.

### Reaktionen
Konrad Freiberg, Vorsitzender der Gewerkschaft der Polizei (GdP), warnte vor einem zunehmenden Einfluss früherer RAF-Terroristen auf die heutige linke Szene. So seien Auftritte von Inge Viett und Ralf Reinders bei Maikundgebungen Anzeichen dafür. Wörtlich sagte er: „Wir werden es noch erleben, dass Linksextremisten Brandanschläge verüben und sich dabei auf die RAF beziehen.“
Das Hausprojekt Bethanien gab kurz nach den Vorfällen eine Pressekonferenz. Die globalisierungskritische Bewegung Attac distanzierte sich offiziell von gewaltsamen Protestaktionen.
Am Abend des gleichen Tages kam es zu mehreren Spontandemonstrationen, unter anderem in Amsterdam, Berlin, Bochum, Bremen, Cottbus, Duisburg, Gießen, Göttingen, Hamburg, Hannover, Jena, Köln, Leipzig, Leverkusen, Marburg, Rostock, Siegen, Mannheim und Wolfsburg. Während die Demonstration in Berlin mit 5.000 Teilnehmern friedlich verlief, kam es in Hamburg anschließend zu Ausschreitungen, bei denen die Polizei gegen Demonstranten vorging, die unter anderem Feuerwerkskörper zündeten.
Nach anfänglicher Empörung wurden auch in linken Kreisen positive Erkenntnisse aus den polizeilichen Aktionen gezogen, da es zahlreiche Proteste gegen die Razzien gab. Auch der ehemalige Minister Heiner Geißler von der CDU trat Attac in den darauffolgenden Tagen bei. In der Presse wurde des Öfteren von einem „Zusammenrücken“ der vor allem in Berlin zersplitterten linken und globalisierungskritischen Szene gesprochen. Die Razzien und das große Medienecho hätten die Mobilisierung vier Wochen vor dem Gipfel noch einmal gewaltig angekurbelt.

### Weitere Maßnahmen
Im Vorfeld des Gipfels wurde nach einem richterlichen Beschluss durch die Hamburger Polizei im Auftrag der Bundesanwaltschaft in einem Postverteilungszentrum die Post mehrerer Stadtteile über zwei Tage vor der Zustellung geprüft. Auch sollen Beamte bei Briefkastenleerungen anwesend gewesen sein und dabei verdächtige Briefe noch vor dem Transport in das Briefzentrum dem gewöhnlichen Logistikweg entzogen haben. Erst nach einer Prüfung seien die Briefe der Deutschen Post zum Transport wieder übergeben worden. Eine verdächtige Sendung wurde dabei von der Polizei geöffnet. Zwölf Beamte waren für mehrere Tage in einem Briefzentrum der Deutschen Post AG für die Postdurchsuchung abgestellt.
Daneben habe das Hamburger Landeskriminalamt versucht, Internetcafés zur Installation von Videoüberwachung zu bewegen, um die Aufnahmen anschließend auswerten zu können. Außerdem seien Märkte der Drogeriekette Schlecker ins Visier des Staatsschutzes gelangt, da an Orten von Brandanschlägen auf Automobile Utensilien aus diesen Märkten gefunden worden seien.

### Gerichtsverfahren
Im Januar 2008 entschied der Bundesgerichtshof, dass die Razzien rechtswidrig waren, die Bundesanwaltschaft sei nicht zuständig gewesen. Es bestünden „nachhaltige Zweifel“, dass die Beschuldigten eine terroristische Vereinigung gebildet hätten. Auch sei keine besondere Bedeutung des Falles zu sehen. Beides sei aber Voraussetzung für eine Übernahme der Ermittlungen durch die Bundesanwaltschaft.
Die Proteste wurden aus Sicht von Angehörigen des Republikanischen Anwältinnen- und Anwältevereins mit diesen rechtswidrigen Razzien, durch den bis dato größten Polizeieinsatz in der Geschichte der Bundesrepublik Deutschland, mit dem Einsatz des Militärs, durch den Bau eines über 12 Kilometer langen Zauns und Manipulationen der Medien eingeschränkt und dabei elementare Grundrechte, wie das Recht auf freie Meinungsäußerung und Versammlungsfreiheit verletzt.
Während und im Anschluss des Gipfels kam es zu mehreren Schnellverfahren durch die Behörden. Ein Deutscher und ein Spanier wurden wegen versuchter schwerer Körperverletzung und schweren Landfriedensbruchs zu neun Monaten Haft ohne Bewährung verurteilt. Ein Mann aus Polen bekam sechs Monate auf Bewährung, ein weiterer Spanier und ein weiterer Deutscher wurden zu zehn Monaten Gefängnis verurteilt.

## Kontroverse um den Einsatz der Bundeswehr
Zur Unterstützung des massiven Polizeieinsatzes wurde im Rahmen von Amtshilfe die Bundeswehr zur Überwachung des Luftraumes und weitläufigen Absicherung des Seegebietes um das Tagungshotel angefordert. Außerdem leistete diese logistische und sanitätsdienstliche Hilfe.
Da die Bundeswehr auch zur Überwachung der Demonstranten eingesetzt wurde, wurde die Rechtmäßigkeit des Einsatzes juristisch angefochten. Am 5. Juni überflogen Aufklärungsflugzeuge der Bundeswehr vom Typ Tornado das Lager in Reddelich, in dem tausende Gegner des Gipfels campierten und machten Luftaufnahmen „[…] im Rahmen der technischen Amtshilfe auf Antrag des Organisationsstabes G8-Gipfel des Landes Mecklenburg-Vorpommern […]“.
 Am 8. September 2021 wertete das Oberverwaltungsgericht Mecklenburg-Vorpommern in Greifswald den extremen Tiefflug als rechtswidrigen Eingriff in das Grundrecht der Kläger auf Versammlungsfreiheit aus Art. 8 Abs. 1 GG (Grundgesetz).
Dagegen nannte Rainer Arnold als verteidigungspolitischer Sprecher der SPD-Bundestagsfraktion den Verfassungsbruch einen klassischen Fall von Amtshilfe nach Art. 35 des Grundgesetzes.
Bereits das Bundesverwaltungsgericht stellte 2017 einen faktischen Eingriff in die Versammlungsfreiheit fest, da „der Überflug des Kampfflugzeuges über das Camp in einer Höhe von nur 114 m aus der Sicht eines durchschnittlichen Betroffenen im Hinblick auf die extreme Lärmentfaltung, den angsteinflößenden Anblick und die Überraschungswirkung im Kontext der Vorbereitung der Demonstrationen gegen den G8-Gipfel einschüchternde Wirkung [hatte].“ Im September 2021 bestätigte das Oberverwaltungsgericht Mecklenburg-Vorpommerns die Grundrechtsverletzung der Versammlungsfreiheit und erklärte den Überflug für rechtswidrig.

## Satellitenaufklärung
Vor und während des G8-Gipfels wurden vom DLR Satellitenaufnahmen von Kontrollpunkten und Tagungsorten in Heiligendamm gemacht. Der Einsatz war Teil von Forschungsarbeiten zur Erfassung von Großereignissen mit Hilfe von Satellitenbildern. Auf den Satellitenbildaufnahmen sind Aktivitäten von Einsatzkräften und Demonstranten zu erkennen. Die Einsatzleitung des THW erhielt die Satellitenbildkarten in Echtzeit. Genutzt wurde vom DLR hierfür die Satellitenkommunikation, die vom ESA-Forschungsprogramm ARTES 3 bereitgestellt wurde, um weitere Erfahrungen in diesem Bereich zu sammeln. Die durch die Forschungsarbeit gewonnenen Erkenntnisse sollen vor allem in das EU-Projekt LIMES einfließen.

## Film
- Trigger Happy Production: Trouble – Teatime in Heiligendamm.
- Martin Keßler: Das war der Gipfel (Dokumentarfilm 2007, 90 min).
- Andreas Horn und Armin Marewski: Der Zaun (Dokumentarfilm 2007, 70 min).